# Kim Dae-sung
Kim Dae-sung (ur. 1 marca 1980) – południowokoreański zapaśnik w stylu wolnym. Zajął 12 miejsce w mistrzostwach świata w 2010. Czternaste miejsce na igrzyskach azjatyckich w 2006. Srebrny medal na mistrzostwach Azji w 2010, brązowy w 2009. Brązowy medal na wojskowych mistrzostwach świata w 2003 roku.